# Jacob Gripensvärd
Jacob Gripensvärd (före adlandet Fougberg), född 2 april 1742, död 2 februari 1807 på Hammarby bruk i Ovansjö socken, var en svensk militär.
Jacob Gripensvärd var son till kornett Henrik Fougberg och Maria Rebecka Fierschatt. Han blev volontär vid Västmanlands regemente 1755, rustmästare där 1758, furir samma år, sergeant 1768, premiäradjutant 1769, fänrik 1773, stabslöjtnant 1777, stabskapten 1777 och premiärmajor 1785. Gripensvärd var sekundchef för Västmanlands regemente 1788–1790. Han blev generaladjutant av flygeln och överstelöjtnant i armén 1793 och erhöll avsked kort efteråt. Gripensvärd adlades 1805 och introducerades på riddarhuset samma år. Han deltog i Pommerska kriget och Gustav III:s ryska krig där han sårades i bröstet i slaget vid Uttismalm. Han blev slagen till riddare av Svärdsorden på slagfältet.